# Псевдо-Скилакс
Псевдо-Скилакс (на латински: Pseudo-Skylax) е автор на древен перипъл (περίπλους periplous, 'circumnavigation', морски и крайбрежни пътешествия по море) на гръцки език със заглавие: „Περίπλους τῆς θαλάσσης τῆς οἰκουμένης Εὐρώπης καὶ Ἀσίας καὶ Λιβύης“ („Описание на брега на морето на населяваните части на Европа, Азия и Африка“). Като автор е посочен Скилак (Скилак Кариандски), древногръцки мореплавател и географ от VI век пр.н.е., но произведението, според мнението на изследователите, е написано през IV век пр.н.е. Описват се бреговете на Средиземно море и Черно море.

## Издания
- Karl Otfried Müller: Geographi Graeci Minores (GGM). Paris 1855. S. 15 – 96 (Olms, Hildesheim 1990. ISBN 3-487-09218-2).
- Patrick Counillon: Pseudo-Skylax: le Périple du Pont-Euxin. Texte, traduction, commentaire philologique et historique. Ausonius, Bordeaux 2004, ISBN 2-910023-47-8.
- Graham Shipley: Pseudo-Skylax’s Periplous. The Circumnavigation of the Inhabited World. Text, Translation and Commentary. Bristol Phoenix Press, Exeter 2011, ISBN 978-1-904675-83-9.